# Césarches
Césarches és un municipi francès situat al departament de la Savoia i a la regió d'Alvèrnia-Roine-Alps. L'any 2007 tenia 381 habitants.

## Demografia

### Població
El 2007 la població de fet de Césarches era de 381 persones. Hi havia 144 famílies de les quals 28 eren unipersonals (12 homes vivint sols i 16 dones vivint soles), 44 parelles sense fills, 64 parelles amb fills i 8 famílies monoparentals amb fills.
La població ha evolucionat segons el següent gràfic:
Habitants censats

### Habitatges
El 2007 hi havia 166 habitatges, 143 eren l'habitatge principal de la família, 7 eren segones residències i 16 estaven desocupats. 146 eren cases i 19 eren apartaments. Dels 143 habitatges principals, 117 estaven ocupats pels seus propietaris, 19 estaven llogats i ocupats pels llogaters i 7 estaven cedits a títol gratuït; 6 tenien dues cambres, 17 en tenien tres, 36 en tenien quatre i 84 en tenien cinc o més. 129 habitatges disposaven pel capbaix d'una plaça de pàrquing. A 41 habitatges hi havia un automòbil i a 91 n'hi havia dos o més.

### Piràmide de població
La piràmide de població per edats i sexe el 2009 era:
| Homes | Edats   | Dones |
| ----- | ------- | ----- |
| 0     | 95 o +  | 0     |
| 0     | 90 a 94 | 0     |
| 4     | 85 a 89 | 0     |
| 4     | 80 a 84 | 0     |
| 0     | 75 a 79 | 4     |
| 4     | 70 a 74 | 0     |
| 8     | 65 a 69 | 4     |
| 8     | 60 a 64 | 8     |
| 8     | 55 a 59 | 4     |
| 8     | 50 a 54 | 12    |
| 16    | 45 a 49 | 16    |
| 16    | 40 a 44 | 16    |
| 16    | 35 a 39 | 16    |
| 24    | 30 a 34 | 24    |
| 8     | 25 a 29 | 12    |
| 8     | 20 a 24 | 8     |
| 8     | 15 a 19 | 24    |
| 20    | 10 a 14 | 12    |
| 16    | 5 a 9   | 8     |
| 16    | 0 a 4   | 12    |

## Economia
El 2007 la població en edat de treballar era de 262 persones, 200 eren actives i 62 eren inactives. De les 200 persones actives 193 estaven ocupades (102 homes i 91 dones) i 7 estaven aturades (2 homes i 5 dones). De les 62 persones inactives 25 estaven jubilades, 28 estaven estudiant i 9 estaven classificades com a «altres inactius».

### Ingressos
El 2009 a Césarches hi havia 147 unitats fiscals que integraven 394 persones, la mediana anual d'ingressos fiscals per persona era de 21.226,5 €.

### Activitats econòmiques
Dels 10 establiments que hi havia el 2007, 3 eren d'empreses de fabricació d'altres productes industrials, 4 d'empreses de construcció, 1 d'una empresa de comerç i reparació d'automòbils, 1 d'una empresa de serveis i 1 d'una entitat de l'administració pública.
Dels 4 establiments de servei als particulars que hi havia el 2009, 2 eren fusteries i 2 electricistes.
L'any 2000 a Césarches hi havia 4 explotacions agrícoles.

## Equipaments sanitaris i escolars
El 2009 hi havia una escola elemental.

## Poblacions més properes
El següent diagrama mostra les poblacions més properes.